# Base aerea di Chmejmim
La base aerea di Chmejmim è una base aerea operata dalle Forze aerospaziali russe situata a sud-est della città di Laodicea, in Siria. Lo status legale della base è regolato da un trattato tra Russia e Siria siglato nell'agosto 2015.
Insieme alla Base navale di Tartus, situata a circa 50 km di distanza, costituisce una delle due basi militari permanenti delle forze armate russe in Siria.

## Storia
La base è stata costruita nel 2015 per fungere da centro strategico per l'intervento russo nella guerra civile siriana e divenne operativa il 30 settembre di quell'anno.
Un trattato siglato nell'agosto dello stesso anno garantisce alla Russia l'utilizzo della base a titolo gratuito e a tempo indeterminato; garantisce inoltre al personale russo e ai suoi familiari immunità giurisdizionale e gli altri privilegi stabiliti dalla Convenzione di Vienna sulle relazioni diplomatiche per il personale diplomatico. Le forze armate siriane si impegnano inoltre a garantire la protezione del perimetro della base, mentre le forze armate russe ne assicurano la difesa aerea.
Pochi mesi dopo la fondazione era già in grado di ospitare circa 1000 persone e disponeva di piste di atterraggio, torre di controllo e stazioni di rifornimento per gli aerei.

## Capacità operative

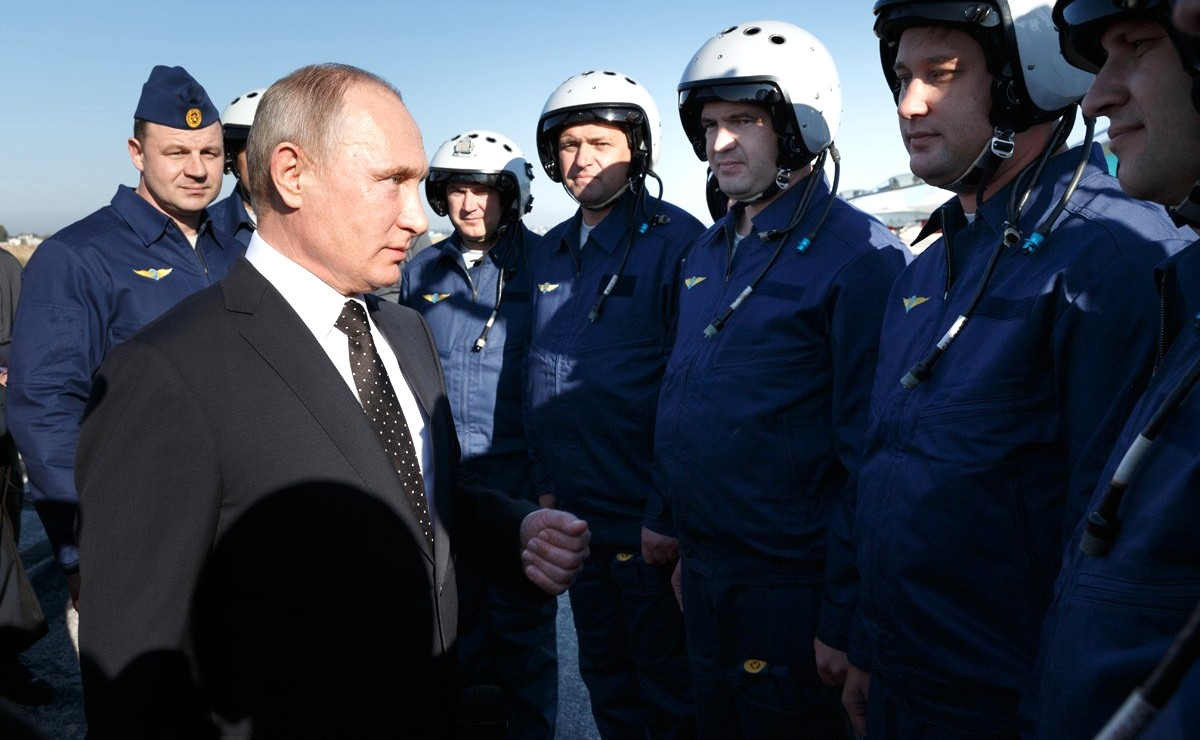
Vladimir Putin parla con alcuni piloti russi nella base di Chmejmim nel dicembre 2017.

Nella base sono dispiegati i caccia Su-24, Su-25 e Su-34, nonché gli aerei da trasporto An-124 e Il-76, il ricognitore Il-18 e gli elicotteri Mi-24, Mi-28, Ka-50 e Mi-8. A partire dal gennaio 2016 sono stati dispiegati anche i caccia Su-35.
In seguito all'abbattimento di un Su-24 russo da parte di due caccia turchi nel novembre 2015, è stato installato anche il sistema di difesa aerea S-400.
Il Direttorato principale per l'informazione russo (GRU) dispone inoltre di una stazione di raccolta e analisi dei segnali all'interno della base.
Nel 2018, in seguito al succedersi di diversi attacchi aerei alla base condotti mediante l'uso di droni, sono stati costruiti una seconda pista di atterraggio, nuovi hangar per proteggere gli aerei dai droni e un nuovo sistema di rifornimento dei velivoli.